# Фігури удару

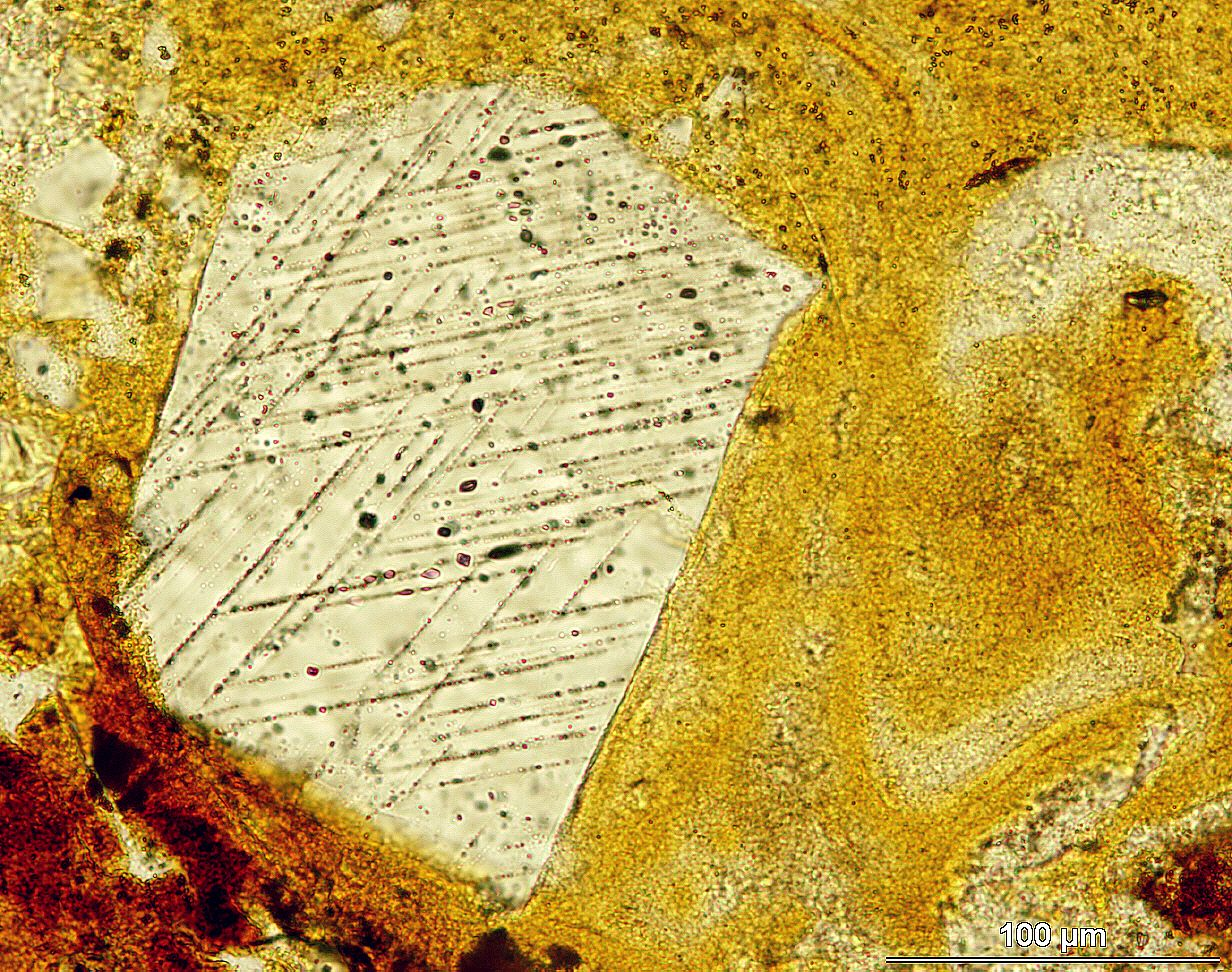
Кварц, що витримав ударний метаморфізм має два набори площинних деформаційних особливостей в ударному розплаві гірської породи. Ударна структура Сувасвесі на півдні, Фінляндія (тонкий зрізний мікромікрограф, плоско поляризоване світло).

ФІГУРИ УДАРУ (рос. фигуры удара, англ. percussion figures, нім. Schlagfiguren f pl) — фігури, що виникають при різкому ударі, наприклад, стальною кулькою по кристалу. Фігури удару утворені поверхнями крихкого розриву.
Зокрема, фігури удару мають місце при ударному метаморфізмі мінералів.